# Nicolaas van Luxemburg

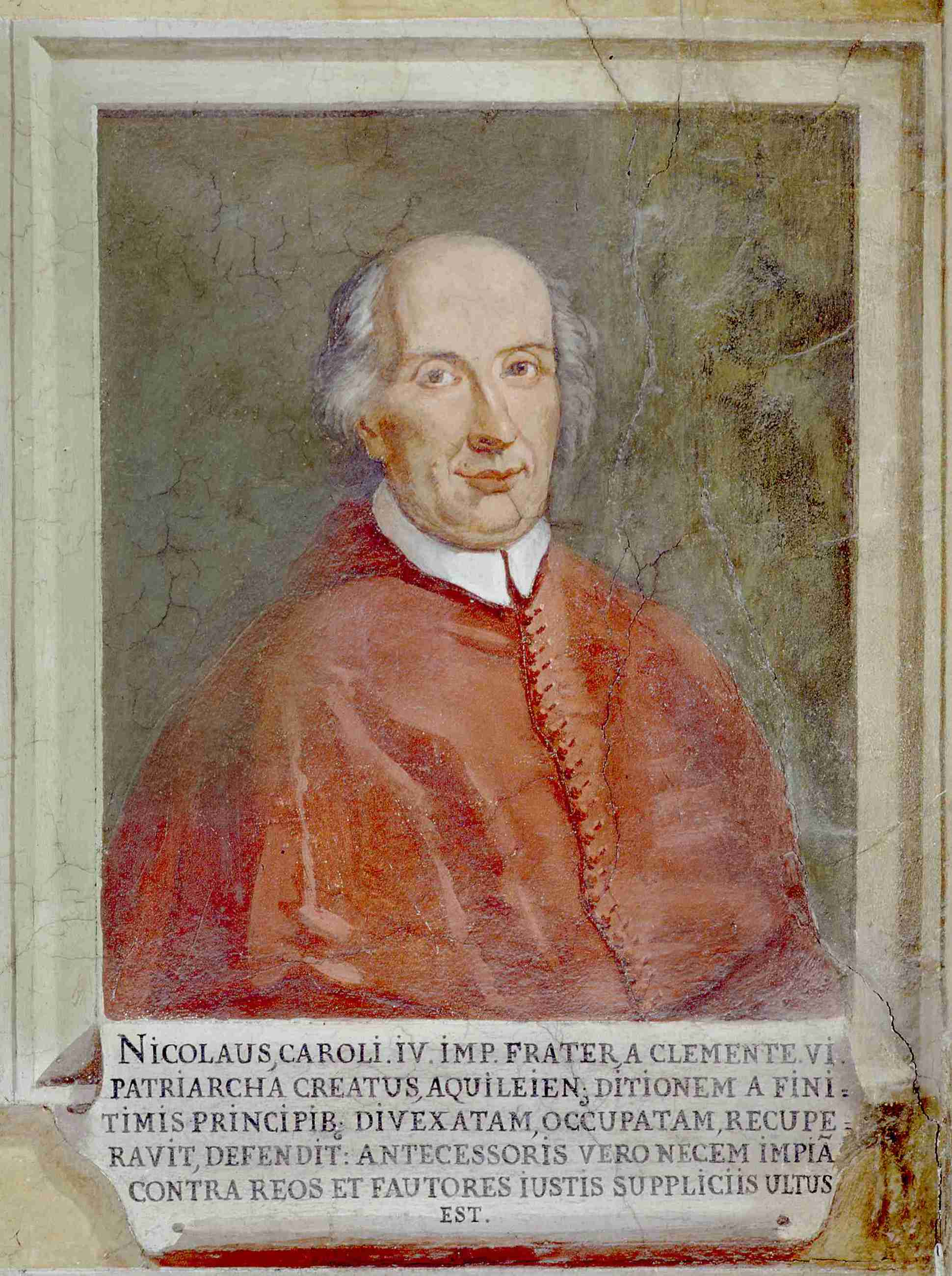
Nicolaas van Luxemburg, prins-aartsbisschop van Friuli en patriarch van Aquileja

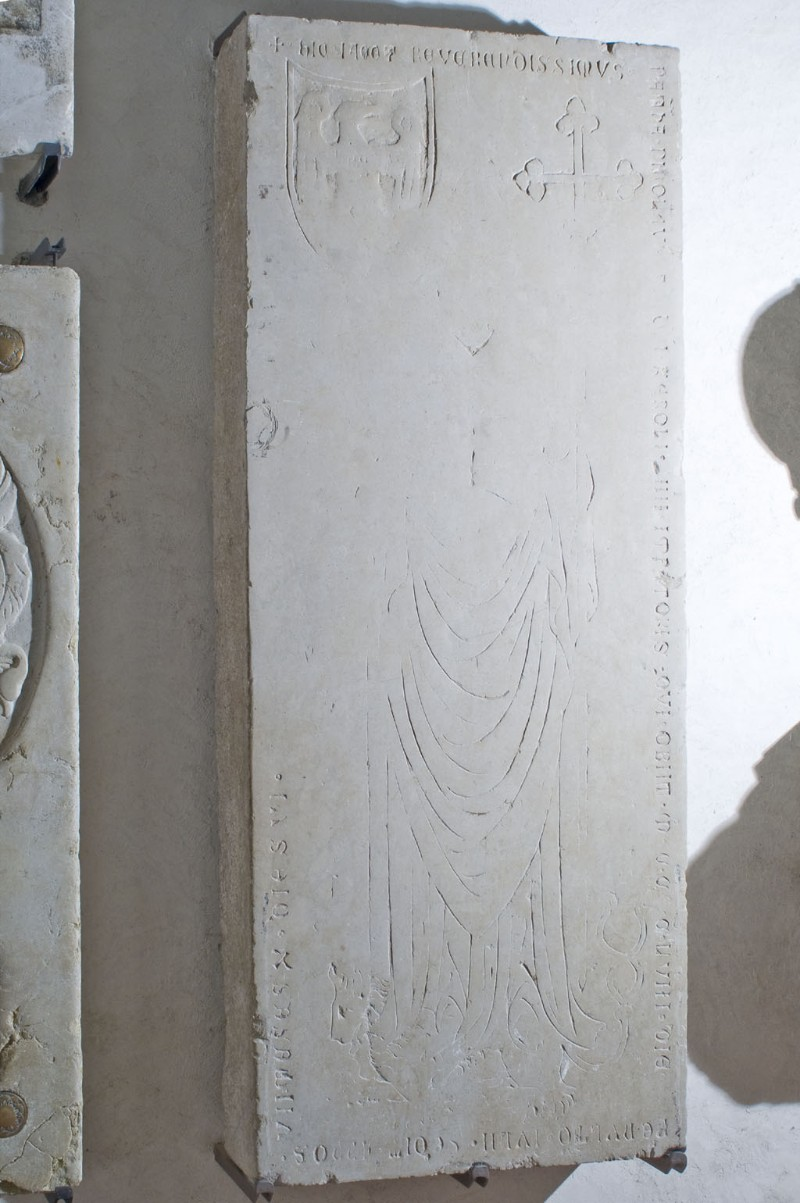
Grafsteen van Nicolaas in de kathedraal van Udine

Nicolaas van Luxemburg ofwel Nicolaus van Aquileja (Praag, 1322 – Belluno, 30 juli 1358) was patriarch van Aquileja (1350-1358) in Noord-Italië. Nicolaas was prins-aartsbisschop van het vorstendom Friuli in het Heilige Roomse Rijk. Zijn aartsbisdom reikte kerkelijk verder dan de grenzen van Friuli.
Als rijksbisschop was hij loyaal aan zijn suzerein en halfbroer Karel IV, keizer van het Heilige Roomse Rijk. In zijn eigen prins-aartsbisdom schakelde hij opstandige vazallen een voor een uit.

## Levensloop
Nicolaas was een natuurlijke zoon van Jan de Blinde van het grafelijk huis Luxemburg. Jan de Blinde was koning van Bohemen en zoon van keizer Hendrik VII van het Heilige Roomse Rijk. Nicolaas groeide op in Praag, een van de residentiesteden van de keizer.
In 1349 dook Nicolaas op in Naumburg waar hij zich voorstelde als bisschop-elect. Paus Clemens VI met zetel in Avignon was een beschermheer van Nicolaas’ halfbroer, keizer Karel IV. Nicolaas was echter een tegenbisschop in Naumburg want de zetelende bisschop Johann I van Naumburg en het kapittel aanvaardden hem niet. De paus bond in toen Johann I zelf opstapte als bisschop (1351).
Paus Clemens VI benoemde Nicolaas vervolgens tot patriarch van Aquileja, nadat het kapittel van Aquileja Nicolaas had verkozen (1350). Karel IV beloofde orde op zaken te stellen in Friuli, het prins-aartsbisdom waarover de patriarch het wereldlijke gezag had. Nicolaas’ voorganger, bisschop Bertrand van de Languedoc, was vermoord door opstandige edelen. Deze edelen wilden niets liever dan een machteloze prins-bisschop. De vorsten in de buurlanden hertog Albrecht II van Oostenrijk en de graven van Gorizia en Istrië profiteerden tevens van de chaos in Friuli. Albrecht II van Oostenrijk had zich zelfs uitgeroepen tot kapitein-generaal van de Friulische adel. Bovendien begon hij tol te heffen op de doorgangswegen in de Alpen richting Friuli. Nicolaas werd ingehuldigd in de steden Aquileja en Udine als patriarch van Aquileja.
Op vraag van keizer Karel IV liet patriarch Nicolaas de hertog van Oostenrijk ongemoeid. Nicolaas vroeg het zwaard op in Gorizia waarmee zijn voorganger was gedood. Dit werd als een relikwie vereerd. In 1353 liet Nicolaas zijn voorganger opgraven en plechtig herbegraven. Er volgden terechtstellingen van opstandige edelen. De andere edelen beloonde hij met leengoederen. Brieven van de keizer gericht aan de edelen ondersteunden de acties van Nicolaas.
Van Karel IV kreeg Nicolaas de toestemming om een universiteit te stichten in Cividale. Dit vond plaats in 1353. In dezelfde periode benoemde Karel IV Nicolaas tot vicaris van het bisdom Triëst.
In 1354 reisde Karel IV naar Rome voor zijn keizerskroning; zijn vrouw Anna volgde in 1355. Nicolaas ontving hen in Friuli. De keizerskroning vond plaats in Rome datzelfde jaar; Nicolaas was erbij aanwezig (1355).
De bloedige repressie van edelen leidde tot enkele volksopstanden, met name in Cividale en Udine. Vicaris Pietro Malapensa, de trouwe adjunct van de patriarch in diens lange afwezigheid, werd onthoofd door de rebellen (1355). De soldaten van de patriarch onderdrukten de opstand, en verjoegen eveneens troepenbewegingen van de graaf van Gorizia. De hertog van Oostenrijk ontving van Nicolaas meerdere lenen in het prinsbisdom. Omdat de bisschop en de geestelijkheid van Triëst geen pauselijke taksen betaalden, sloeg Nicolaas hen in de ban van de Roomse Kerk (1357).
De oorlog tussen de republiek Venetië en het koninkrijk Hongarije werd beslecht in het voordeel van Hongarije. Lodewijk I van Hongarije, bijgenaamd Lodewijk de Grote, triomfeerde op de slagvelden van Dalmatië en in de republiek Ragusa. Het Verdrag van Zara werd ondertekend (1358). Nicolaas was steeds een bondgenoot geweest van Hongarije én Oostenrijk in de anti-Venetiaanse coalitie.
In 1358 trok Nicolaas zich terug in Belluno wegens ziekte. Hij stierf er en liet de reputatie na van orde op zaken gesteld te hebben in zijn vorstendom Friuli. Zijn lichaam werd bijgezet in een graf in de kathedraal van Udine.

## Verhalen in Friuli
In Friuli, zijn vorstendom, gingen de verhalen over Nicolaas eeuwen lang rond.
Hij wordt er beschreven als een kleine, magere en lijkbleke man. Bij zijn aankomst als prins-aartsbisschop vreesden de lokale edelen dat het tot een veldslag zou komen tussen hen en de keizerlijke troepen. Die veldslag kwam er nooit. Nicolaas koos ervoor de opstandige edelen een voor een te doden. De ene werd opgehangen; de andere zag zijn kasteel in rook opgaan; nog een andere kreeg een pijl door het hoofd geschoten tijdens het jagen. Een andere edelman verdween plots toen hij een pauze nam tijdens het eten en zijn lijk werd nooit teruggevonden. Nicolaas verklaarde dat al deze edelen moesten boeten voor de moord op zijn voorganger Bertrand.
De moeilijkste tegenstander was Filippo de Portis, heer van Cividale, een geslepen man. Hij was de aanvoerder van de moord op Nicolaas’ voorganger geweest. De Portis was op zijn hoede voor sluipmoordenaars en gifmengers door Nicolaas op pad gestuurd. Patriarch Nicolaas nodigde de Portis en twee van zijn vrienden uit voor een banket in zijn paleis. Het was een somptueus feestmaal. Op het einde stond Nicolaas breed te glimlachen. Toen de Portis vroeg vanwaar deze glimlach, antwoordde Nicolaas dat hij zich goed geamuseerd had zonder veel inspanning te doen. Hierop trok de Portis zijn zwaard want hij vreesde een arrestatie. Vier soldaten van de patriarch stapten de eetzaal binnen. Niet om te vechten. Zij droegen op hun schilden het lijk van de Portis’ moeder. Haar schedel was open gehakt. Haar hersenen waren weggehaald en de schedelpan was opgevuld met rode fluwelen stof. Hierop zei Nicolaas dat de Portis de hersenen van zijn eigen moeder smakelijk had opgegeten. De Portis liep weg en liet niets meer van zich horen.
In het portret hiernaast wordt de wreedheid ten aanzien van edellieden van Friuli gesuggereerd in de laatste zin. ANTECESSORIS VERO NECEM IMPIA CONTRA REOS ET FAUTORES IUSTIS SUPPLICIIS ULTUS EST. Vertaling van deze Latijnse zin : Hij heeft de moord op zijn voorganger gewroken met rechtvaardige straffen tegen de schuldigen en hun aanhangers.
Volgens de verhalen sleet Nicolaas een rustige oude dag. Gelovigen groetten hem langs de weg en kwamen zijn ring kussen.